# オータニ (学校制服)
株式会社オータニは、岐阜県岐阜市にある企業。

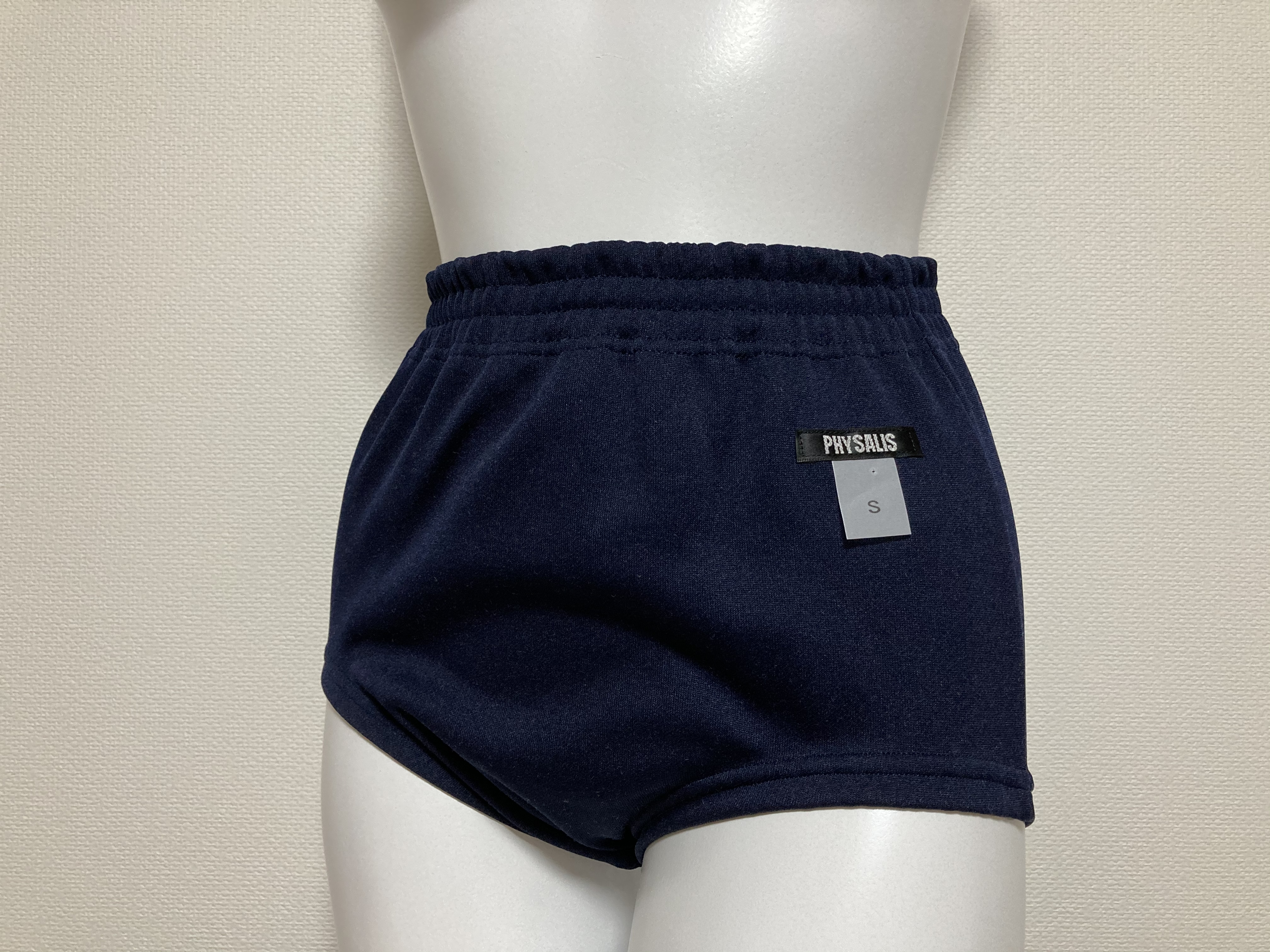
PHYSALIS ブルマー

インターネット上の通販サイトで学校制服の販売を行っている。

## 概要
岐阜県岐阜市問屋町１丁目７番地４に本拠を置く。
岐阜市問屋町は戦後、繊維問屋街として発展した街として知られる。
インターネット通販サイトの楽天市場に「学生服の専門店 ワークサポート」を、Yahoo!ショッピングおよびAmazon.co.jpに「学生服の専門店 学生王」を設営。学生服、シャツ、ブラウス、体操着、スクール水着などを販売している。
かつて体操着として用いられたブルマーについても、独自ブランドの「PHYSALIS」、「Scathach」で展開している。
PHYSALIS、Scathachはオータニの商標登録である。